# Таунли Хас
Френсис Таунли Хас (енгл. Francis Townley Haas; Ричмонд, 13. децембар 1996) амерички је пливач чија специјалност су трке слободним стилом на деоницама од 100 и 200 метара. Вишеструки је светски првак, олимпијски победник и национални рекордер.

## Каријера
Први запаженији резултат у каријери Хас је направио на америчким олимпијским квалификацијама у Омахи 2016. на којима је успео да освоји прво место у трци на 200 слободно и треће место на двоструко дужој деоници, чиме је себи обезбедио место у олимпијској репрезентацији Сједињених Држава за ЛОИ 2016. године. На свом дебитантском наступу, не само на Олимпијским играма него и уопште на међународној сцени, у Рију Хас је пливао у две трке и освојио пето место у трци на 200 слободно и златну медаљу у штафети 4×200 слободно. Хас је пливао само финалну трку, као друга измена, у којој је имао убедљиво најбоље време од свих пливача 1:44,14 минута, а поред њега у финалу су пливали још и Конор Двајер, Рајан Локти и Мајкл Фелпс.
Огроман успех остварио је и на свом Првом светском првенству, у Будимпешти 2017. на којем је освојио чак 5 медаља (у свих пет дисциплина у којима се такмичио), од чега три златне. Златне медаље освојио је у штафетним тркама на 4×100 слободно, 4×100 мешовито и 4×100 слободно микс (у све три штафете пливао је искључиво у квалификацијама), на 4×200 слободно је био бронзани (једина штафетна трка у којој је пливао у финалу), а у јединој појединачној трци на 200 слободно освојио је сребро са временом од 1:45,04 минута.
Током 2018. по први пут је учествовао на првенству пацифичке регије које је одржано у Токију, где је освојио две златне медаље у тркама на 200 слободно и 4×200 слободно.
На светском првенству у корејском Квангџуу 2019. је освојио две медаље, злато у штафети 4×100 слободно и бронзу на 4×200 слободно. Такмичио се и у трци на 200 слободно, коју је завршио на 14. месту у полуфиналу и није успео да се пласира у финале.